# توني ودلي
توني ودلي (بالإنجليزية: Tony Woodley)‏ هو نقابي بريطاني، ولد في 2 يناير 1948 في والاسي في المملكة المتحدة.